# Stazione di Nakanoshima (Kanagawa)
La stazione di Nakanoshima (中野島駅?, Nakanoshima-eki) è una stazione ferroviaria situata nel quartiere di Tama-ku della città di Kawasaki, nella prefettura di Kanagawa in Giappone che serve la linea Nambu della JR East.

## Linee
East Japan Railway Company
■ Linea Nambu

## Struttura
La stazione è realizzata in superficie con due marciapiedi laterali e due binari passanti. Sono presenti ascensori, servizi igienici e tornelli automatici con supporto alla biglietteria elettronica Suica.
| 1 | ■ Linea Nambu |  | per Musashi-Mizonokuchi, Musashi-Kosugi, Shitte e Kawasaki |  |
| 2 | ■ Linea Nambu |  | per Noborito, Fuchū-Hommachi e Tachikawa                   |  |

## Stazioni adiacenti
| «                   | Servizio      | »            |
| Linea Nambu         | Linea Nambu   | Linea Nambu  |
| ------------------- | ------------- | ------------ |
| Noborito            | Locale Rapido | Inadazutsumi |
| Il rapido non ferma |               |              |